# Personaggi di Koihime musō
Lista dei personaggi della visual novel e dell'anime Koihime musō. Tutti i personaggi sono basati su quelli del Romanzo dei Tre Regni e sono raggruppati in regni o fazioni.

## Hongo Kazuto
Hongō Kazuto (北郷 一刀?)
Doppiato da: Takahiro Mizushima  (drama CD)
Visual novel
È uno studente giapponese dell'epoca moderna, forte in kendō e strategie militari, con una buona conoscenza della storia asiatica. Viene inviato indietro nel tempo nell'Antica Cina mentre cerca di impedire a uno studente di rubare uno specchio antico dalla collezione della scuola. Salvato da Kan'u, viene scambiato per il Messaggero del Cielo, che si dice sia in grado di portare la pace in Cina. Inizialmente scettico, decide poi di aiutare Kan'u, sperando di trovare il modo per tornare a casa. Kazuto è spesso scioccato dal modo in cui gli eroi che ha conosciuto nella letteratura del suo tempo siano molto diversi nella realtà, in particolare per il fatto che siano tutte ragazze. È infatti un ragazzo piuttosto pervertito, che non nasconde il proprio interesse verso quasi tutte le protagoniste femminili che incontra (con le quali intreccia relazioni amorose che sfociano spesso in rapporti sessuali). Tuttavia è anche una persona molto giudiziosa e pronta ad assumersi la responsabilità delle proprie azioni. Hongo è inoltre un convinto pacifista ed è dotato di un gran cuore. Si dimostra infatti a disagio alla vista delle stragi e degli spargimenti di sangue provocati dalla guerra, preferendo tentare di pacificare gli animi, piuttosto che entrare inutilmente in conflitto con qualcuno. Ha una grande pazienza e si arrabbia molto raramente, dimostrandosi disposto a perdonare facilmente anche chi cerca addirittura di ucciderlo. Molte delle protagoniste, indurite da una vita di battaglie e uccisioni, hanno inizialmente una scarsa opinione della gentilezza di Kazuto. Imparando a conoscerlo tuttavia, rimangono attratte dalla sua bontà d'animo e finiscono inevitabilmente per innamorarsi di lui. Nonostante Kazuto non si reputi veramente il messaggero divino che tutti credono, cerca di fare di tutto per far smettere le stragi e le sofferenze provocate dalla guerra, arrivando anche a rinunciare al suo intento di tornare a casa.
In Shin Koihime Musō, Kazuto viene inviato nel passato quando si addormenta. Prima che venga trovato, una stella cadente solca il cielo, di cui è considerato di nuovo il Messaggero.
Nel primo Koihime Musō, il suo ruolo è simile a quello di Ryūbi, mentre in Shin Koihime Musō è totalmente diverso, essendo Ryūbi un personaggio separato. Nel sequel può allearsi con una qualsiasi delle fazioni, diventando partner di Ryūbi, Sōsō o Sonsaku. La conclusione dipende anche dal partner scelto.

## Shoku (蜀, Shǔ)

### Kan'u
Kan'u Unchō (関羽 雲長? Guan Yu - Yunchang)
Nome reale: Aisha (愛紗? Aisha)
Doppiata da: Nami Kurokawa (visual novel, anime) (accreditata come Mina Motoyama nella visual novel)
Visual novel
Eroina del primo gioco, Kan'u compare dopo che Hongo è stato trasportato indietro nel tempo, salvandolo da un gruppo di banditi. A causa dello strano abbigliamento di Hongo, lo scambia per il Messaggero dal Cielo e gli giura fedeltà. Kan'u è la forza trainante dell'esercito Hongo/Shoku, compie molte azioni eroiche e dà motivazione al gruppo. A causa del suo passato, chiede a Kazuto di non chiamarla "ragazza", affermando di non essere così debole. Nonostante la sua fedeltà al ragazzo, quale messaggero divino infatti, si irrita spesso per i complimenti di Kazuto circa il proprio aspetto ed entra talvolta in conflitto con lui a causa delle loro differenze caratteriali. Mentre Kan'u è infatti testarda, belligerante, severa e facile a perdere le staffe, Kazuto ha invece un carattere più calmo, pacifico e misurato. Tuttavia la vicinanza con il ragazzo la renderà col tempo più tenera e aperta, finendo addirittura innamorarsi di quest'ultimo.Diventa facilmente pericolosa. Ha paura dei fantasmi.
In Shin Koihime Musō, Kan'u è la seconda in comando di Ryūbi e la sua confidente. È un generale molto severo e disciplinato, soprattutto verso Ryūbi (che è una regina piuttosto ingenua e riluttante) e Kazuto (per la gelosia causata dalla sua vicinanza a Ryūbi, dal momento che lei stessa nasconde sentimenti romantici verso di lui).
Anime
Kan'u è conosciuta come la "Bella bandita combattente dai capelli neri" e maneggia la Lama crescente del Drago Verde. La sua famiglia è stata uccisa dai banditi, quindi vuole assicurarsi che le persone innocenti non soffrano mai come lei. Si preoccupa molto per i suoi amici, e diventa sorella di Chōhi dopo giuramento, perché l'amica si sentiva sola. Dopo che Ryūbi si unisce a loro nella seconda stagione, diventa un modello per lei e fanno un voto di sorellanza, con Ryubi come sorella maggiore e Kan'u come sorella minore, nonostante sia più grande dell'amica.

### Chōhi
Chōhi Yokutoku (張飛 翼徳? Zhang Fei - Yide)
Nome reale: Rinrin (鈴々? Lingling)
Doppiata da: Miya Serizono (visual novel, anime) (accreditata come Hiroka Nishizawa nell'anime)
Visual novel
Chōhi appare nella prima parte della storia insieme a Kan'u, dove le due ragazze salvano Kazuto, appena giunto nell'antica Cina, da un gruppo di banditi e lo riconoscono come messaggero divino. Cosi come Kan'u anche lei perse i propri genitori quando era molto piccola e a differenza di Kan'u, che ha una relazione padrone-servo con Kazuto, Chōhi lo tratta di più come un fratello maggiore (così come fa con Kan'u che tratta alla stregua di una sorella). È una ragazzina vivace, sempre allegra e dal grande appetito, sebbene talvolta possa comportarsi in maniera un po' inguenua e infantile (come del resto è normale per la sua età). Nonostante il suo aspetto puerile Chōhi è una combattente esperta e ha la capacità di provocare molti danni quando viene utilizzata come generale, ma non ha una tecnica di difesa quando viene utilizzata come comandante. Sebbene sembri sempre ottimista, in realtà è anche una ragazza fragile emotivamente, e soffre molto la solitudine (dovuta soprattutto alla mancanza di due figure genitoriali). Riesce tuttavia a trovare conforto e forza grazie a Kan'u e Kazuto, che sono per lei una seconda famiglia. La sua relazione con Hongo è inizialmente innocente, ma dal momento che nel corso della storia inizierà a maturare e a scoprire argomenti come l'amore e la sessualità, si sforzerà di piacergli anche come donna, nonostante i tentativi (inutili) del ragazzo di far rimanere il loro rapporto prettamente fraterno.
Anime
Chōhi è una ragazza loquace e sempre allegra. È intelligente, ingenua, molto forte, in grado di competere contro Kan'u nel combattimento corpo a corpo. È la prima persona a unirsi al gruppo di Kan'u. Chōhi è dedita al suo dovere, non importa cosa le possa accadere per compierlo.

### Ryūbi
Ryūbi Gentoku (劉備 玄徳? Liu Bei - Xuande)
Nome reale: Tōka (桃香? Taoxiang)
Doppiata da: Oto Agumi (visual novel), Mai Gotō (anime)
Visual novel
È la giovane regina del Regno di Shoku in Shin Koihime Musō. È piuttosto giovane, quindi ingenua, riluttante ai combattimenti, e odia le scartoffie, ma si fida molto dei suoi subalterni. Si innamora di Kazuto, causando la gelosia di Kan'u.
Anime
Introdotta in Shin Koihime Musō. Discende da una famiglia illustre di cui possiede il cimelio, una spada, che però le viene rubata da un uomo che alla fine le ruberà il nome, facendo credere di essere Ryūbi Gentoku nella prima stagione. A causa del furto, cade in disgrazia. Per riscattare sé stessa, si avventura alla ricerca dell'uomo e della sua spada, che la porta ad unirsi a Kan'u e alla sua compagnia. È una vecchia compagna della scuola primaria di Kōsonsan. Recupera la spada al suo ritorno da Enjutsu, ma la perde di nuovo nel tentativo di difendere un villaggio da un esercito di banditi. Fa un voto di sorellanza con Kan'u, come sua sorella maggiore. Nella terza stagione, ha una nuova spada, che gli abitanti del villaggio Toka sostengono essere una "spada lasciata dagli dei".

### Chōun
Chō'un Shiryū (趙雲 子龍? Zhao Yun - Zilong)
Nome reale: Sei (星? Xing)
Doappiata da: Emi Motoi (visual novel, anime) (accreditata come Nana Nogami nella visual novel)
Visual novel
Chōun affianca Kan'u nella lotta all'esercito Tō. Finita la guerra, incontra Kazuto e lo prende in simpatia, promettendo di unirsi al suo esercito. Si unisce a Kochu dopo la battaglia con Enshō. Ha una forte ossessione per il menma. Ha l'abitudine di correre per la città nei panni dell'eroe mascherato Farfalla Mascherata la durante il suo turno di pattuglia. Solo Kazuto e Shuri riconoscono la sua vera identità, poiché indossa solo una maschera. La stessa Chōun non riesce a capire come possano averla scoperta.
Anime
Chōun è una ragazza misteriosa, che appare calma, e molto potente. È la seconda persona ad aderire al gruppo. Ama prendere in giro Kan'u e assume i panni dell'eroina della giustizia Farfalla Mascherata.
In Shin Koihime Muso, Chōun (nei oanni di Farfalla Mascherata), salva Ryūbi dai banditi, facendola innamorare di sé.

### Bachō
Bachō Mōki (馬超 孟起? Ma Chao - Mengqi)
Nome reale: Sui (翠? Cui)
Doppiata da: Mio Ōgawa (visual novel), Maki Kobayashi (anime)
Visual novel
Quando suo padre morì, si unì all'esercito di Kazuto per vendicarsi di Sōsō. Si imbarazza quando è da sola con un uomo, soprattutto Kazuto, a causa della sua tendenza a prendere in giro. Migliora emotivamente più avanti e decide di perdonare Sōsō.
Anime
Amica di Chōhi friend e figlia del defunto Batō che fu ucciso da Sōsō. Parla come un uomo, ma è una ragazza semplice, leale, che si imbarazza facilmente. Possiede una naginata.

### Kōmei
Shokatsuryō Kōmei (諸葛亮 孔明? Zhuge Liang - Kongming)
Nome reale: Shuri (朱里? Zhuli)
Doppiata da: Suzune Kusunoki (visual novel), Erika Narumi (anime)
Visual novel
Mentre evacua un villaggio, incontra Kazuto e resta colpita perché il Messaggero del Cielo aiuta il popolo. Lo prega quindi di lasciarla unire al suo esercito, offrendogli la sua abilità di stratega. Ha la tendenza a dire "Hawawa" molto spesso e per questo è soprannominata "Stratega Hawawa" dai soldati. Ha l'hobby di leggere libri perversi per scoprire nuovi modi per compiacere Kazuto.
Anime
Una ragazza timida, gentile, riservata e circa della stessa età di Rinrin; è un'intelligente stratega in battaglia. Tuttavia, la sua natura ingenua e infantile mette quasi in ombra questa dote, ed è spesso immatura come Chōhi. Vuole diventare una grande studiosa come il suo padrone Shibaki. È formata in medicina naturale.

### Kōchū
Kōchū Kanshō (黄忠 漢升? Huang Zhong - Hansheng)
Nome reale: Shion (紫苑? Ziyuan)
Doppiata da: Kū Iida (visual novel), Yū Amamiya (anime)
Visual novel
Sua figlia Riri è stata rapita da uomini di Enshō per far sì che Kōchū combatta l'esercito di Kazuto. Grazie a Choun, il gruppo di Kazuto riesce a salvare Riri. Il salvataggio le permette di vedere che il ragazzo è una brava persona, e gli offre i suoi servizi. Ama Kazuto e vuole che sia il padre dei suoi futuri figli. Gli dà consigli sull'amore e sui gusti delle ragazze.
Anime
Un'arciere abile, dotata di vista fine e incredibile abilità. È una donna nobile. Sua figlia Riri viene rapita da banditi, che cercano di costringere Kōchū ad assassinare un funzionario a loro contrario. Kan'u e i suoi amici cercano di salvare la bambina prima che l'assassinio possa avvenire.

### Gengan
Gengan (厳顔? Yan Yan)
Nome reale: Kikyō (桔梗? Jiegeng)
Doppiata da: Ayano Shiroi (visual novel)
Visual novel
Un generale donna in Shin Koihime Muso. Amica e compagna di bevute di Kochu. Molto alta e piuttosto voluttuosa, prende spesso in giro Kazuto.
Anime
Una signora feudale che era l'insegnante di Gien. Riappare nel villaggio Touka per aiutare nella Ribellione dei Turbanti Gialli.

### Gien
Gien Bunchō (魏延 文長? Wei Yan - Wenchang)
Nome reale: En'ya (焔耶? Yanye)
Doppiata da: Hikaru Kaga (visual novel)
Visual novel
Una guerriera in Shin Koihime Muso, devota guardia del corpo di Ryūbi. Ha una personalità da maschiaccio e solleva obiezioni contro ogni tipo di comportamento che suggerisce l'affetto o l'attrazione, sia per persone che per animali. Inizialmente ostile nei confronti di Kazuto, pensa a lui come un piantagrane perverso. In un primo momento nega, ma poi si rende conto che le piace Kazuto.
Anime
Una guerriera che era l'apprendista di Gengan, una dei suoi allievi più fidati. Durante un'imboscata da parte di alcuni banditi, ne uccide la maggior parte. Gengan mette poi una corda intorno alla spada e le fa promettere di non uccidere di nuovo senza permesso. In occasione di una seconda imboscata, però, perde le staffe e li uccide, troncando così il suo rapporto con Gengan, che però le dà la sua arma. Si unisce a Ryuubi nella ricerca di una medicina, grazie ai sentimenti romantici che nutre per lei.

### Batai
Batai (馬岱? Ma Dai)
Nome reale: Tanpopo (蒲公英? Pugongying)
Doppiata da: Ringo Aoba (visual novel)
Visual novel
Cugina di Bacho in Shin Koihime Muso. Pur essendo più giovane di Bacho, non ha problemi in presenza degli uomini. Prende spesso in giro Bacho per i suoi problemi con i ragazzi e si diverte a metterla in situazioni imbarazzanti. Le piace Kazuto e cerca con aggressività di conquistarlo.
Anime
Batai appare per la prima volta nell'episodio 11 di Shin Koihime Muso per allenarsi con Bacho e fa amicizia con Riri al villaggio Touka.

### Hōtō
Hōtō Shigen (鳳統 士元? Pang Tong - Shiyuan)
Nome reale: Hinari (雛里? Chuli)
Doppiata da: Nobuno Kujō (visual novel), Yūko Gotō (anime)
Visual novel
Appare in Shin Koihime Muso. È la migliore amica di Shuri, che è quasi sempre con lei, e condivide il suo hobby della lettura di libri perversi. Il suo abito è simile a quello di una strega.
Anime
Hoto viene dapprima introdotta nell'episodio 10 di Shin Koihime Muso come una degli studenti di Shibaki. Quando Shuri torna da Shibaki, Hoto diventa gelosa del rapporto tra le due, perché sente che Shuri la sta privando della propria figura materna. Dopo un colloquio, Hoto rivela che non aveva mai odiato Shuri. Da allora, sono diventate amiche.

## Gi (魏, Wèi)

Da sinistra: Kakōton, Sōsō, Juniku e Kakōen.

### Sōsō
Sōsō Mōtoku (曹操 孟徳? Cao Cao - Mengde)
Nome reale: Karin (華琳? Hualin)
Doppiata da: Kana Nojima (visual novel), Yukie Maeda (anime)
Visual novel
Sovrana del regno di Gi. È una comandante dotata di carisma e di notevole intelletto, amata e temuta dalla sua fazione. Spesso viene sottovalutata dai nemici per via del suo aspetto infantile, ma in realtà è una stratega abilissima e una combattente molto capace, versata nell'uso della sua falce. Apparentemente arrogante e spietata desidera conquistare e riunire le altre fazioni per ottenere il controllo su molte belle ragazze, in particolare su Kan'u. Si diverte infatti a circondarsi di ragazze forti e attraenti divertendosi a stuzzicarle o addirittura ad umiliarle sessualmente. Nonostante la sua apparente crudeltà è in realtà dotata di un animo buono e compassionevole tanto da essere considerata facilmente come uno dei personaggi più nobili e onorevoli. Dopo essere diventata prigioniera del regno di Shoku, si chiede come Kazuto sia ancora vivo, a causa della sua mancanza di leadership e della sua ingenuità. In Shin Koihime Muso, è una brillante e potente signora della guerra che vuole riunire la Cina sotto il suo comando, e per far ciò si avvale delle conoscenze di Kazuto sulla storia asiatica. Sebbene inizialmente lo reputi una persona debole e stupida si rende poi conto delle sue grandi capacità e lo costringe ad entrare nella sua cerchia di sottoposti dei quali lui è l'unico uomo.
Si presenta inizialmente come omosessuale ma poi nel corso della storia arriverà a provare una forte attrazione nei confronti di Kazuto, tanto da arrivare a copulare più volte con lui e concedendogli (o meglio ordinandogli) di intrattenere rapporti anche con le sue sottoposte. Tuttavia a causa del suo carattere orgoglioso e per il fatto che prima d'ora non si era mai innamorata di qualcuno (soprattutto di un uomo) non ammette mai apertamente i suoi sentimenti profondi per Hongo.
Anime
La bionda regina del regno di Gi e generale dell'impero Kan. A Soso piacciono le belle donne e adora prendere in giro i suoi collaboratori, in particolare la sua stratega Jun'iku, ma è anche attratta da Kan'u. Governatrice brillante e genio militare, non ha paura di dire la sua in ogni situazione. Nonostante sia vista come un po' crudele e calcolatrice, è una persona onorevole. Non le piace che le venga negato quello che vuole. In Shin Koihime Muso, si rivela essere una cuoca eccellente.

### Kakōton
Kakōton Genjō (夏侯惇 元譲? Xiahou Dun - Yuanrang)
Nome reale: Shunran (春蘭? Chunlan)
Doppiata da: Haruka Fukai (visual novel), Harumi Asai (anime)
Visual novel
Sorella maggiore delle sorelle Kako, cugina di Soso e comandante del regno di Gi. È forte sul campo di battaglia, ma è abbastanza stupida. Come molti dei subordinati di Soso, ama essere presa in giro dalla sua sovrana. Dopo essere diventata una prigioniera di Shoku, è molto infastidita da Kazuto, specialmente quando Soso non nega che nutre interesse per lui. Diventa meno ostile in seguito. In Shin Koihime Muso, ha un comportamento un po' infantile e ha la tendenza ad arrossire mentre parla con Kazuto, cercando di nascondere i sentimenti romantici che ha per lui.
Anime
Cugina di Soso e una dei suoi comandanti. È la gemella più anziana delle sorelle Kako, è forte, orgogliosa, comprensiva e fedele.

### Kakōen
Kakōen Myōsai (夏侯淵 妙才? Xiahou Yuan - Miaocai)
Nome reale: Shūran (秋蘭? Qiulan)
Doppiata da: Aoi Kisaragi (visual novel), Airi Yoshida (anime)
Visual novel
La sorella più giovane delle sorelle Kako, cugina di Soso e comandante del regno di Gi. A differenza della sorella, è tranquilla e molto intelligente. Nel primo gioco non mostra segni di risentimento verso Kazuto. Dopo Soso, è l'unica in grado di calmare sua sorella. In Shin Koihime Muso, ha un normale rapporto amichevole nei confronti di Kazuto e gli chiede spesso di sopportare i comportamenti strani della sorella maggiore.
Anime
La sorella gemella di Ton. Proprio come la sorella, è fedele alla cugina Soso ed è uno dei suoi comandanti. A differenza della sorella, è più calma e ingenua, ma, come sua sorella, è comprensiva e leale verso Soso.

### Chōryō
Chōryō Bun'en (張遼 文遠? Zhang Liao - Wenyuan)
Nome reale: Shia (霞? Xia)
Doppiata da: Kaoru Morota (visual novel, anime) (accreditata come AYA nella visual novel)
Visual novel
Inizialmente membro dell'impero To, passa all'impero Gi dopo essere stata sconfitta da Kakōton, poi all'impero Shoku dopo essere stata sconfitta da Kan'u. Odia le battaglie sleali e ama gli scontri leali contro avversari forti. Ha una forte ossessione per Kan'u, al punto di modellare la sua arma come una versione nera della Lama crescente del Drago Verde. In Shin Koihime Muso, si unisce alle forze dell'impero Gi dopo essere stata sconfitta da loro.
Anime
Una bella e fiera guerriera che sembra un gangster Yakuza e parla il dialetto del Kansai. Le piacciono le belle lotte oneste e detesta barare. Ama il vino.

### Juniku
Jun'iku Bunjaku (荀彧 文若? Xun Yu - Wenruo)
Nome reale: Keifa (桂花? Guihua)
Doppiata da: Miru (visual novel), Oma Ichimura (anime)
Visual novel
La stratega del regno Gi. Tra tutti i subalterni di Soso, è quella a cui piace di più essere presa in giro da lei. Sviluppa una piccola rivalità con Kazuto per l'attenzione di Soso.
Anime
Fidata consigliera e stratega di Soso, indossa un cappuccio con le orecchie da gatto. Ha una cotta per Soso e non le importa di essere presa in giro da lei. Ha una rivalità con le sorelle Kako a causa del fatto che sono le cugine di Soso e le sono più vicine.

### Kyocho
Kyocho Chūkō (許緒 仲康? Xu Chu - Zhongkang)
Nome reale: Kii (季衣? Jiyi)
Doppiata da: Mariya Sumida (visual novel, anime)
Visual novel
Una giovane ragazza con i capelli rosa, comandante del regno Gi. È l'unica subordinata che Soso non prende in giro. Va istantaneamente d'accordo con Kazuto e lo chiama 'Onii-chan', con grande dispiacere di Rinrin. Ha un atteggiamento simile verso di lui in Shin Koihime Muso, quando diventa consigliere di Soso. Cura Kakōton e Kakōen come se fosse una sorellina.
Anime
Una piccola, giovane ragazza con una grande forza e un grande appetito, che vince spesso concorsi di cibo. Impugna un mazzafrusto. Odia essere chiamata chibi e si arrabbia se qualcuno la chiama così.

### Kakuka
Kakuka Hōkō (郭嘉 奉孝? Guo Jia - Fengxiao)
Nome reale: Rin (稟? Lin)
Doppiata da: Asami Imai (anime) Yamasaki Hako (visual novel)
Visual novel
Una stratega occhialuta in Shin Koihime Muso. Perde facilmente sangue dal naso quando ha fantasie esplicite e di conseguenza sviene.
Anime
Una donna che cerca di diventare una stratega delle forze di Soso, di cui diventa guardia del corpo. Più tardi, il suo talento di stratega è accettato da Soso, che le assegna questo ruolo. Teiiku la chiama Icchan (いっちゃん?).

### Teiiku
Tei'iku Chūtoku (程昱 仲徳? Cheng Yu - Zhongde)
Nome reale: Fū (風? Feng)
Doppiata da: Erena Kaibara (visual novel), Hyo-sei (anime)
Visual novel
La silenziosa consigliera di Soso e un nuovo personaggio in Shin Koihime Muso.
Anime
Compagno di Kakuka, che cerca di tenere fuori dai guai. È un buon ventriloquo e, per esercitare quest'arte, di solito utilizza il suo ornamento da testa, Hōkei.

### Gakushin
Gakushin Bunken (楽進 文謙? Yue Jin - Wenqian)
Nome reale: Nagi (凪? Chi)
Doppiata da: Ryoko Ono (anime)
Visual novel
Una donna generale e un nuovo personaggio in Shin Koihime Muso. È severa, crede in ordine e disciplina, e si impegna moltissimo per mantenere i suoi sottoposti Riten e Ukin sotto controllo, usando la forza bruta, se necessario.

### Riten
Riten Mansei (李典 曼成? Li Dian - Mancheng)
Nome reale: Maō (真桜? Zhenying)
Doppiata da: Rie Nakagawa (anime)
Visual novel
Una meccanica in Shin Koihime Muso. Lei e Ukin adorano spassarmela in tempo di pace, con grande disappunto di Gakushin. È anche abbastanza voluttuosa nonostante la bassa statura.

### Ukin
Ukin Bunsoku (于禁 文則? Yu Jin - Wenze)
Nome reale: Sawa (沙和? Shahe)
Doppiata da: An Haruhi (visual novel), Momo Kasumi (anime)
Visual novel
Un nuovo personaggio occhialuto in Shin Koihime Muso. Lei e Riten adorano spassarmela in tempo di pace, con grande dispiacere di Gakushin.

### Ten'i
Ten'i Shiman (典韋? Dian Wei)
Nome reale: Ruru (流琉? Liuliu)
Doppiata da: Nonomi Tenkawa (visual novel), Tomomi Tenjinbayashi (anime)
Visual novel
Un personaggio che maneggia uno yoyo come arma in Shin Koihime Muso. Amica di Kyocho e spesso sua partner di pugilato. Insieme tendono a causare un sacco di danni alla proprietà durante le loro sessioni di combattimento. Come Kyocho, vede Kazuto come un fratello maggiore, chiamandolo 'Nii-sama'.
Anime
Una ragazza incontrata dal gruppo di Kan'u, che lavora come cuoco in una taverna nel regno Gi in Shin Koihime Muso. Successivamente, entra nell'esercito di Soso.

## Go (呉, Wú)

### Sonsaku
Sonsaku Hakufu (孫策 伯符? Sun Ce - Bofu)
Nome reale: Sheren (雪連? Xuelian)
Doppiata da: Yuki Satou (visual novel), Yoneshima Nozomi (anime)
Visual novel
La regina del Regno di Go, figlia maggiore della famiglia Son, e leader della fazione Go in Shin Koihime Muso. È soprannominata "Piccola Conquistatrice", a causa del suo sogno ambizioso di unificare la terra. Se Kazuto entra a far parte del Regno Go, Sonsaku viene assassinata prima di una battaglia contro il regno Gi, facendo fraintendere che Soso sia la responsabile del suo assassinio.
Anime
La regina del Regno Go e la figlia maggiore della famiglia Son. Nutre amore e affetto verso le sue sorelle e i suoi subordinati, ma è spietata in battaglia contro suoi nemici. Per soddisfare le ultime volontà della sua defunta madre, Sonken, guida il suo regno in una lunga guerra per unire il paese. Spera di abdicare in favore di sua sorella Sonken e ritirarsi con il suo amante Shuyu.

### Sonken
Sonken Chūbō (孫権 仲謀? Sun Quan - Zhongmou)
Nome reale: Renfa (蓮華? Lianhua)
Doppiata da: Harumi Sakurai (visual novel, anime) (accreditata come Kazane nella visual novel)
Visual novel
Leader della fazione Go. A differenza della sorella, preferisce la pace. Si interroga spesso se sia idonea al suo ruolo di sovrana. Possiede anche pessime abilità di combattimento. Comincia a sviluppare sentimenti per Kazuto.
In Shin Koihime Muso, sua sorella maggiore Sonsaku prende il suo posto come leader della fazione Go. Tuttavia, se Kazuto si unisce alla fazione Go, Sonsaku viene uccisa e Sonken prende il suo posto.
Anime
Principessa di Go, secondogenita della famiglia Son e sorella minore di Sonsaku. A differenza della sorella maggiore, è meno spietata e più gentile. Si preoccupa di come le guerre di sua sorella incidano sulla popolazione.

### Sonshōkō
Sonshōkō (孫尚香? Sun Shangxiang)
Nome reale: Shaoren (小蓮? Xiaolian)
Doppiata da: Minami Hokuto (visual novel, anime)
Visual novel
Abbandona il regno per combattere contro la fazione Hongo, falsamente accusata di aver tradito l'alleanza con la fazione Go. Dopo essere stata catturata dalla fazione Hongo e aver chiarito il malinteso, prende in simpatia Kazuto e si diverte a giocare con lui.
Anime
La figlia più giovane della famiglia Son e una principessa di Go. Si unisce al gruppo di Kan'u dopo essere scappata da casa, stanca dei suoi doveri reali. Tende ad essere un po' egoista e questa è la causa della sua rivalità con Rinrin.

### Shūyu
Shūyu Kōkin (周瑜 公謹? Zhou Yu - Gongjin)
Nome reale: Meirin (冥琳? Minglin)
Doppiata da: Rino Kawashima (visual novel), Kei Mizusawa (anime)
Visual novel
Brillante stratega della fazione Go. È disposta a sacrificare tutto per realizzare il sogno di Sonsaku, anche se questo significasse tradire la fiducia di Sonken. In Shin Koihime Muso, se Kazuto si unisce alla fazione Go, Shūyu muore alla fine della campagna, dopo la sconfitta della fazione Gi.
Anime
Stratega del regno Go. È confidente e amante della regina Sonsaku, di cui capisce l'ambizione e a cui ha giurato fedeltà.

### Kannei
Kannei Kōha (甘寧 興覇? Gan Ning - Xingba)
Nome reale: Shishun (思春? Sichun)
Doppiata da: Ryōko Tanaka (visual novel, anime) (accreditata come Hikaru Isshiki nella visual novel)
Visual novel
Guardia del corpo fedele e iperprotettiva di Sonken, che non lascia mai. Indossa una versione femminile del fundoshi.
Anime
Una guardia del corpo leale alla famiglia Son. Normalmente calma, diventa furiosa si mette in discussione la sua fedeltà alla famiglia Son. A differenza della realtà, non era un pirata.

### Rikuson
Rikuson Hakugen (陸遜 伯言? Lu Xun - Boyan)
Nome reale: Non (穏? Wen)
Doppiata da: Natsumi Yanase (visual novel, anime) (accreditata come Izumi Maki nella visual novel)
Visual novel
Discepola di Shūyu e co-stratega.
Anime
Discepola prediletta di Shūyu. Intelligente, con la testa tra le nuvole, ama leggere libri e acquisire conoscenze. Ha fatto amicizia, grazie al loro comune interesse per l'apprendimento e i libri, con Shuri.

### Daikyō e Shōkyō
Daikyō (大喬? Da Qiao) e Shōkyō (小喬? Xiao Qiao)
Doppiate da: Michiru Yuimoto (Daikyō, anime) e Michiru Yuimoto (Shōkyō, anime)
Gemelle, hanno il compito di intrattenere Shūyu. Sono ermafrodite.

### Shūtai
Shūtai Yōhei (周泰 幼平? Zhou Tai - Youping)
Nome reale: Minmei (明命? Mingming)
Doppiata da: Ichigo Momoi (visual novel)
Visual novel
Un ufficiale in Shin Koihime Muso. Nonostante la piccola dimensione, è un guerriero abile, che brandisce una spada più alta di lei. È appassionata di gatti. Sviluppa una cotta per Kazuto.

### Kōgai
Kōgai Kōfuku (黄蓋 公覆? Huang Gai - Gongfu)
Nome reale: Sai (祭? Ji)
Doppiata da: Miyabi Shion (visual novel)
Visual novel
Un generale in Shin Koihime Muso. Astuta, si infiltra tra le forze di Soso e incendia le navi della fazione Gi. Se Kazuto si unisce alla fazione Gi, Kōgai viene uccisa a causa di queste azioni.

### Ryomō
Ryomō Shimei (呂蒙 子明? Lü Meng - Ziming)
Nome reale: Ashe (亞莎? Yasha)
Doppiata da: Kaori Mizuhara (anime)
Visual novel
Un ufficiale occhialuto e un nuovo personaggio in Shin Koihime Muso. È un topo di biblioteca, ma vuole essere più femminile.
Anime
Ryomō è un guerriero della guardia personale di Kannei. Viene sollevata dai suoi doveri e viene nominata stratega apprendista di Sonken, per cui sviluppa una cotta. Porta un monocolo.

## Tō (董, Dong)

### Tōtaku
Tōtaku Chūei (董卓 仲穎? Dong Zhuo - Zhongying)
Nome reale: Yue (月? Yue)
Doppiata da: Ayaka Kimura (visual novel), Yuka Inokuchi (anime)
Visual novel
Sovrana dell'Impero To. Essendo vittime dei soldati bianchi, Kazuto prende lei e Kaku come cameriere. A causa del suo atto di gentilezza, Totaku sviluppa una forte simpatia per Kazuto. In Shin Koihime Muso, si unisce alle forze del regno Shoku, diventandone uno degli strateghi.
Anime
La governante della provincia To. A differenza del suo omologo nella vita reale, che era un uomo tirannico e crudele, è una ragazza gentile, dolce, timida e innocente che vuole aiutare il suo paese e il suo popolo. Grazie alla sua personalità innocente, la maggior parte delle persone non riesce a dirle di no.

### Kaku
Kaku Bunwa (賈駆 文和? Jia Xu - Wenhe)
Nome reale: Ei (詠? Yong)
Doppiata da: Yukari Aoyama (visual novel), Akane Tomonaga (anime)
Visual novel
Stratega di To e migliore amica di Yue dall'infanzia. Si irrita quando Yue si apre con Kazuto, ma non può dirle di no. Ha un certo interesse per Kazuto, ma è sempre troppo arrabbiata e orgogliosa per mostrarlo.
Anime
Stratega e consigliere di Tōtaku. Irascibile e seria, lei non ha il coraggio di dire di no alla sua amica d'infanzia Yue.

### Kayū
Kayū (華雄? Hua Xiong)
Doppiata da: Miya Serizono (visual novel, anime) (credited as Hiroka Nishizawa in the anime)
Visual novel
Molto orgogliosa di sé stessa, chiede di condurre la lotta contro i tre regni, sostenendo che mandare Ryofu sarebbe eccessivo. Viene uccisa abbastanza presto da Kan'u in un duello. In Shin Koihime Muso, si impegna contro qualsiasi fazione di cui Kazuto faccia parte, ma viene sconfitta. Sopravvive alla fine della campagna Gi, mentre viene uccisa in azione nella campagna Shoku. È l'unica ragazza del gioco a non avere interessi romantici.
Anime
Un valoroso generale dell'esercito To. Ha fiducia assoluta nelle sue capacità di combattimento. Non le importa se il suo leader Tōtaku visita il popolo sotto mentite spoglie e crede che aiuterà il benessere del loro paese vedere i problemi attraverso i suoi occhi.

### Ryofu
Ryofu Hōsen (呂布 奉先? Lü Bu - Fengxian)
Nome reale: Ren (恋? Lian)
Doppiata da: Honoka Imuraya (visual novel), Emiko Hagiwara (anime)
Visual novel
Chiamata "mostro" dagli altri a causa della sua forza ridicola. In realtà, vuole semplicemente vivere in pace con i suoi animali, una cinquantina. Ama Kazuto, ma inizialmente non capisce il sentimento che prova. In Shin Koihime Muso, unisce le forze con il Regno Shoku.
Anime
Una ragazza silenziosa, ma anche la guerriera più potente di tutti i regni. Di solito non mostra alcuna emozione, ma è una persona di buon cuore, ha un certo grado di fascino e carisma e, ogni volta che qualcuno la vede mangiare, si innamora di lei. Appare nell'episodio 5 della prima stagione ed entra a far parte della fazione di Tōtaku.

### Chinkyū
Chinkyū Kōdai (陳宮 公台? Chen Gong - Gongtai)
Nome reale: Nenene (音々音? Yinyinyin)
Doppiata da: Kokoko Tsubakimaru (visual novel), Michiru Yuimoto (anime)
Un nuovo personaggio e stratega in Shin Koihime Muso. Autoproclamatasi compagna e consigliere di Ryofu, si considera la sua protettrice, punendo chiunque faccia qualcosa che possa offendere Ryofu (come ha fatto con Kazuto quando ha comprato a Ryofu un sacchetto pieno di nikuman in pubblico, attirando l'attenzione sull'enorme quantità di cibo ingurgitata dalla ragazza).

## En (袁, Yuan)

### Enshō
Enshō Honsho (袁紹 本初? Yuan Shao - Benchu)
Nome reale: Reiha (麗羽? Liyu)
Doppiata da: Kanami Kono (visual novel), Masami Katou (anime)
Visual novel
Una persona orgogliosa, non molto brillante. Spende molti soldi, indipendentemente da quanti ne abbia a portata di mano. Odia fortemente Soso, sua amica d'infanzia. In verità, dipende molto da Bunshū e Ganryō e si sente sola e spaventata senza di loro al suo fianco. In Shin Koihime Muso, lei, Bunshū e Ganryō prestano i loro servizi al Regno Shoku.
Anime
Responsabile della nobile famiglia En e signore di Jingzhou, è una fiera donna viziata ed egoista, che causa problemi ai suoi consiglieri, Bunshū e Ganryō. Cerca di nascondere il suo vero carattere a Soso, che vede come una poco di buono.

### Bunshū
Bunshū (文醜? Wen Chou)
Nome reale: Iishe (猪々子? Zhuzhuzi)
Doppiata da: Sumire Murasakibana (visual novel), Chiro Kanzaki (anime)
Visual novel
Una ragazza forte, che tende ad agire prima di pensare. Continua a litigare con Enshō durante il loro viaggio attraverso la Cina. Ha un forte rapporto con i suoi alleati, in particolare Ganryō, e diventa preoccupata e ansiosa quando gli succede qualcosa. Le piace combattere, pur essendo incapace di sconfiggere una persona qualsiasi. In Shin Koihime Muso, presta i suoi servizi al Regno Shoku.
Anime
Uno dei consiglieri di Enshō. È una giocatrice a cui piace correre dei rischi, ma mette sempre sé stessa e gli altri nei guai. Nonostante la sua posizione di consulente, non è molto intelligente, è sfacciata e tende a dire cose senza pensare, imbarazzando la sua padrona.

### Ganryō
Ganryō (顔良? Yan Liang)
Nome reale: Toshi (斗詩? Doushi)
Doppiata da: Miu Aoi (visual novel), Rie Hazuki (anime)
Visual novel
L'unico del trio ad avere intelligenza e buon senso. Resta sgomenta dalle azioni di Ensho e Bunshu, ma si preoccupa per loro.
Anime
Altra consulente di Enshō. Può sembrare timida e debole, ma è la più intelligente dei tre. Il suo quoziente intellettivo è molto basso (circa 34) e si offende se qualcuno lo sbaglia, abbassandolo. Nella stagione 2, è salito a 36. È consapevole della sua forma fisica e controlla sempre il grasso della pancia.

### Enjutsu
Enjutsu Kōro (袁術 公路? Yuan Shu - Gonglu)
Nome reale: Miu (美羽? Meiyu)
Doppiata da: Ayano Makida (visual novel), Eriko Nakamura (anime)
Visual novel
Cugina di Enshō in Shin Koihime Muso. Inizialmente lotta da sola finché viene sconfitta dalla fazione Go. La sua vita viene risparmiata da Sonsaku dopo che lei si arrende. Ha una relazione lesbica con la sua assistente Chōkun, e spesso ridicolizza Enshō.
Anime
Una nobile egoista e manipolatrice in Shin Koihime Muso, che non si preoccupa per la situazione del suo popolo. Ha truffato Enshō convincendola a darle la spada di Ryūbi in cambio di una "veste estremamente rara che gli idioti non possono vedere". Tuttavia, viene truffata da Shuri che restituisce la spada a Ryūbi.

## Kōkintō (黄巾党, Turbanti Gialli)

### Chōkaku
Chōkaku (張角? Zhang Jiao)
Nome reale: Tenhō (天和? Tianhe)
Doppiata da: Soyogi Tōno (visual novel), Tae Okajima (anime)
Visual novel
La maggiore delle sorelle Cho. Lei e le sue sorelle sono un famoso gruppo di idol e i leader dei Kōkintō in Shin Koihime Muso. Dopo essere stati sconfitti dalla fazione Gi, lei e le sue sorelle uniscono le forze con loro.
Anime
La maggiore delle tre sorelle Cho, che stanno cercando di guadagnarsi da vivere provando ogni sorta spettacolo, ma non fanno progressi finché Ukitsu non dà loro il libro Chiavi Cruciali per la Via della Pace, permettendo loro di creare microfoni magici che trasmettono la loro voce, e diventare idoli popolari nel loro paese. Ryūbi diventa una dei loro fan.

### Chōhō
Chōhō (張宝? Zhang Bao)
Nome reale: Chiihō (地和? Dihe)
Doppiata da: Chihiro Umehara (anime)
Sorella di mezzo delle sorelle Chō.

### Chōryō
Chōryō (張梁? Zhang Liang)
Nome reale: Renhō (人和? Renhe)
Doppiata da: Maya Sakurano (visual novel), Kozue Yoshizumi (anime)
La minore delle sorelle Chō. Sembra più adatta nell'uso della magia delle sue sorelle.

## Nanban (南蛮, Nanman)

### Mōkaku
Mōkaku (孟獲? Meng Huo)
Nome reale: Mii (美以? Meiyi)
Doppiata da: Yuka Kanematsu (visual novel)
Visual novel
Leader dei Barbari del Sud in Shin Koihime Muso. Indossa un copricapo a forma di elefante ed ha un'arma ad asta con una zampa gigantesca alla fine. Lei e il suo gruppo vengono sconfitti e uniscono le forze con la fazione Shoku.

### Mike, Tora e Shamu
Mike (ミケ?), Tora (トラ?) e Shamu (シャム?)
Visual novel
Tre ragazze che indossano cosplay da tigre e sono seguaci di Mōkaku.

### Gotsutotsukotsu
Gotsutotsukotsu (兀突骨?, Wutugu)
Doppiata da: Yuna Inamura (anime)
Anime
Una guerriera che cerca più volte, invano, di assassinare Gien, perché durante una gara di arti marziali, Gien accidentalmente uccise sua sorella maggiore. Kotsu pensa che Gien abbia imbrogliato, poiché sua sorella era molto forte.